# Куренёвка (остановочный пункт, Юго-Западная железная дорога)
Куренёвка — пассажирский остановочный пункт Киевского железнодорожного узла Юго-Западной железной дороги. Расположена на Северном полукольце — обходной железнодорожной линии, соединяющей станции Святошино и Дарница через станцию Почайна. Расположен возле пересечения проспекта Степана Бандеры (путепровод) и Вербовой улицы. Платформа размещается между остановочным пунктом Приорка и станцией Почайна.
Возник в 1970-х годах, когда началась застройка промзоны в этой местности (между Куренёвкой, Подолом и Оболонью) и прокладка новой автомагистрали в сторону будущего Северного моста.
Возле платформы находится конечная остановка троллейбусных маршрутов № 29, 31, 34.

## Изображения

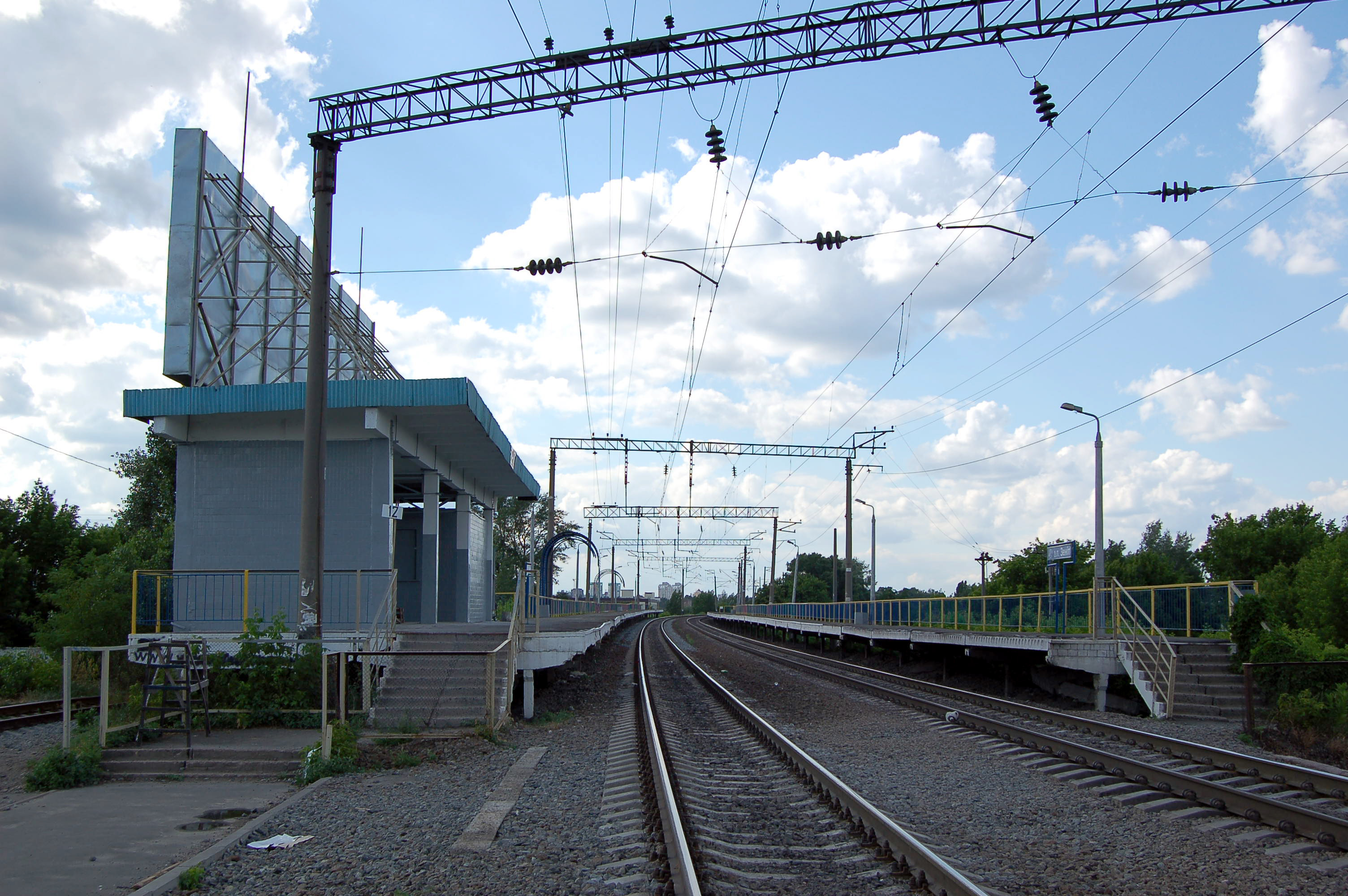